# 대한민국 상법 제367조
대한민국 상법 제367조는 검사인의 선임에 대한 상법 회사법의 조문이다.

## 조문
제367조 (검사인의 선임) (1) 총회는 이사가 제출한 서류와 감사의 보고서를 조사하게 하기 위하여 검사인을 선임할 수 있다. (2) 회사 또는 발행주식총수의 100분의 1 이상에 해당하는 주식을 가진 주주는 총회의 소집절차나 결의방법의 적법성을 조사하기 위하여 총회 전에 법원에 검사인의 선임을 청구할 수 있다.